# یوری واسیلیویچ مالیشف
یوری واسیلیویچ مالیشف (به انگلیسی: Yury Vasilyevich Malyshev) فضانورد اهل اتحاد شوروی است که در ۲۷ اوت ۱۹۴۱ در نیکلایفسک زاده شد. وی در مأموریت سایوز تی-۲، سایوز تی-۱۱ حضور داشته است.